# دهستان طسوج (دشتی)
دهستان طسوج نام دهستانی در بخش شنبه و طسوج شهرستان دشتی، استان بوشهر در ایران است. براساس سرشماری مرکز آمار ایران در سال ۱۳۸۵، جمعیت آن ۹۴۷ نفر (۲۲۴ خانوار) بوده‌است.